# Ruginoasa (Iași)
Ruginoasa è un comune della Romania di 6 339 abitanti, ubicato nel distretto di Iași, nella regione storica della Moldavia.
Il comune è formato dall'unione di 4 villaggi: Dumbrăvița, Rediu, Ruginoasa, Vascani.
In questa località si trovano la Biserica Domnească e il palazzo signorile di Alexandru Ioan Cuza, luogo della sua sepoltura.